# Darfeld
Darfeld is een plaats in de gemeente Rosendahl in het district Coesfeld van de Duitse deelstaat Noordrijn-Westfalen.
Even ten westzuidwesten van het dorp staat Kasteel Darfeld.
In het gebiedsdeel Oberdarfeld bevindt zich de bron van de Overijsselse Vecht.